# Ranavalona I
Ranavalona I   (Ambatomanoina, c. 1788 - Rova d'Antananarivo, 16 d'agost de 1861) nascuda Rabodoandrianampoinimerina, també coneguda com a Ramavo i Ranavalo-Manjaka I va ser reina de Madagascar entre 1828 i 1861. Va ascendir al tron després de la mort del seu jove marit Radama I i tot seguit inicià una política d'aïllacionisme i auto-suficiència per reduir els vincles amb les potències colonials europees. Va repel·lir diverses escaramusses franceses a la costa i va reprimir durament la incipient comunitat cristiana establerta per la Societat Missionera de Londres. També va utilitzar intensivament el sistema de treball forçat conegut com a corvees per completar diverses obres públiques i reunir un exèrcit d'entre 20.000 i 30.000 soldats amb els que va pacificar diverses regions de l'illa, expandint els seus dominis.
Les seves polítiques van causar una gran mortalitat a l'illa durant els 33 anys del seu regnat i va dificultar els interessos colonials europeus, que conspiraren sense èxit a favor del seu fill Radama II. Els seus contemporanis europeus la caracteritzen com una tirana i fins i tot com una dement, probablement amb un important biaix.